# Hidrógeno-1
El hidrógeno-1 o protio es el isótopo más abundante del hidrógeno, con un núcleo compuesto únicamente por un protón y un electrón en su órbita. Es el combustible habitual en las reacciones de fusión nuclear que tienen lugar en las estrellas.

## Resumen matemático de las propiedades atómicas

### Niveles de energía
Los niveles de energía del hidrógeno, incluyendo su estructura fina están dados por:
{\displaystyle E_{nj}={\frac {-13.6\ \mathrm {eV} }{n^{2}}}\left(1+{\frac {\alpha ^{2}}{n^{2}}}\left({\frac {n}{j+{\frac {1}{2}}}}-{\frac {3}{4}}\right)\right)\,}
donde
{\displaystyle \alpha } es la constante de estructura fina
j es un entero que representa el momento angular
El valor 13,6 eV se deduce del modelo de Bohr, y se relaciona con la masa m y la carga del electrón, q:
{\displaystyle -13.6\ \mathrm {eV} ={\frac {-m_{e}q_{e}^{4}}{8h^{2}\epsilon _{0}^{2}}}.\,}

### Funciones orbitales
Las posiciones normalizadas de las funciones orbitales, dadas en coordenadas esféricas son:
{\displaystyle \psi _{nlm}(r,\theta ,\phi )={\sqrt {{\left({\frac {2}{na_{0}}}\right)}^{3}{\frac {(n-l-1)!}{2n[(n+l)!]}}}}e^{-\rho /2}\rho ^{l}L_{n-l-1}^{2l+1}(\rho )\cdot Y_{l,m}(\theta ,\phi )}
donde:
{\displaystyle \rho ={2r \over {na_{0}}}}
{\displaystyle a_{0}} es el radio de Bohr.
{\displaystyle L_{n-l-1}^{2l+1}(\rho )} son los polinomios generales de Laguerre, de grado n-l-1.
{\displaystyle Y_{l,m}(\theta ,\phi )\,} es un armónico esférico.

### Momento angular
Valor medio del momento angular:
{\displaystyle L^{2}|n,l,m\rangle ={\hbar }^{2}l(l+1)|n,l,m\rangle }
{\displaystyle L_{z}|n,l,m\rangle =\hbar m|n,l,m\rangle }